# Guetim
Guetim est une ancienne paroisse civile portugaise (en portugais : freguesia) de la municipalité d'Espinho dans le district d'Aveiro. 
La loi no 11-A/2013 du 28 janvier 2013, portant réorganisation administrative du territoire des freguesias, fusionne Guetim avec la paroisse voisine d'Anta pour former l’União das freguesias de Anta e Guetim (dont le siège est à Anta).